# الشراكة الأورومتوسطية

أعضاء الشراكة الأورومتوسطية؛ الأزرق يمثل الدول الأعضاء في الاتحاد الأوروبي، الأصفر يمثل الدول الشريكة في الشراكة، الأصفر والرصاصي بلد بصفة مراقب.

الشراكة الأورومتوسطية أو عملية برشلونة أو يوروميد (بالإنجليزية: EUROMED)‏؛ بدأت عام 1995 من خلال مؤتمر برشلونة الأورومتوسطي والذي اقترحته إسبانيا ونظمه الاتحاد الأوروبي لتعزيز علاقاته مع البلدان المطلة على البحر المتوسط في شمال أفريقيا وغرب آسيا. كما اقترح فيه عديد السياسات من بينها الأمن والاستقرار في منطقة البحر المتوسط، تعزيز الديمقراطية والحكم الرشيد وحقوق الإنسان. تحقيق شروط تجارية متبادلة مرضية لشركاء المنطقة. وضعت تلك الشراكة الأسس لما بات يعرف بالاتحاد من أجل المتوسط وبناء مؤسساته دون أن يحل محل الشراكة الأورومتوسطية.
توسيع الاتحاد الأوروبي أتى ببلدين متوسطيين إلى الاتحاد هما قبرص ومالطا من بين 10 دول انضمت في الأول من مايو 2004. وتضم الشراكة الأورومتوسطية اليوم 44 عضواً: 28 من الدول الأعضاء في الاتحاد الأوروبي و16 دولة في الشراكة هي (ألبانيا، المغرب، البوسنة والهرسك، تركيا، مصر، فلسطين، الأردن، لبنان، تونس، موريتانيا، موناكو، الجبل الأسود، ليبيا، سوريا والجزائر).

## عملية برشلونة
عملية برشلونة تعتبر مبادرة فريدة وطموحة من نوعها، ووضعت أسس لعلاقات إقليمية جديدة، تمثل نقطة تحول في العلاقات الأوروبية المتوسطية.
في إعلان برشلونة أسس الشركاء الأورومتوسطيين الأهداف الرئيسية الثلاثة للشراكة أو ثلاثة سلال رئيسية مرتبطة ببعضها البعض:
1. تحديد منطقة مشتركة للسلام والاستقرار عبر تعزيز الحوار السياسي والأمني والتي تهدف لخلق منطقة سلام واستقرار في حوض البحر المتوسط (السلة السياسية).
2. بناء منطقة للازدهار المشترك من خلال شراكة اقتصادية ومالية وتأسيس تدريجي لمنطقة تجارة حرة بحلول 2010 (السلة الاقتصادية).
3. التقارب بين الشعوب من خلال شراكة ثقافية واجتماعية وبشرية تهدف لتشجيع التفاهم بين الثقافات والتبادل بين المجتمعات المدنية والتقارب بين مجتمعات البحر المتوسط (السلة الثقافية).

بعد انتهاء الحرب الباردة وجد كل من العرب والأوروبين انفسهم في بيئه دوليه غير مستقره فيها من السلبيات على العرب والأوروبين شي كثير والقرار الدولي ينحصر في إطار الهيمنة الأمريكية وقد اتجه الأوروبين إلى استنكار كل قضايا العلاقة العربية الأوروبية واستحذار أسباب الفشل في الحوار العربي الأوروبي وان العرب والأوروبين يرتبطون بقضايا عديده بدأت من :
- _البعد الثقافي والتاريخي للعلاقة.
- _الجوار الجغرافي.
- _البعد الأمني.
- _البعد الاقتصادي.
- _البعد السياسي.

## وصلات خارجية
- مشروع الشراكة الأورومتوسطية: التعاون الاقتصادي أكثر الجوانب تقدما - دويتشه فيليه
- رؤية أدونيس للشراكة الأورومتوسطية : "الحوار الخلاق يقوم على أولية المساواة بين البشر"
- الشبكة الأورومتوسطية لحقوق الإنسان